# Teorema de la hoja compacta de Nóvikov
En matemáticas, el teorema de la hoja compacta de Nóvikov, llamado así en honor a Serguéi Nóvikov, establece lo siguiente:
| Teorema de la hoja compacta de Nóvikov Una foliación continuamente diferenciable de codimensión uno sobre una 3-variedad compacta, cuyo recubridor universal no es contráctil debe tener una hoja compacta. |

## Teorema de la hoja compacta de Nóvikov paraS3{\displaystyle S^{3}}
Teorema: Una foliación continuamente diferenciable de codimensión uno de una 3-esfera {\displaystyle S^{3}} tiene una hoja compacta. La hoja es un toro {\displaystyle T^{2}} que limita un toro sólido con la foliación de Reeb.
El teorema fue demostrado por Serguéi Nóvikov en 1964. Anteriormente Charles Ehresmann hizo hipótesis que toda foliación continuamente diferenciable de dimensión dos sobre {\displaystyle S^{3}} tiene una hoja compacta, lo que fue cierto para todos los ejemplos conocidos. En particular, la foliación de Reeb tiene una hoja compacta que es un toro.

## Teorema de la hoja compacta de Nóvikov para cualquierM3{\displaystyle M^{3}}
En 1965, S. Nóvikov demostró el teorema para cualquier variedad {\displaystyle M^{3}}:
Teorema: Sea {\displaystyle M^{3}} una 3-variedad cerrada con una foliación continuamente diferenciable de codimensión uno. Si se cumple una de las siguientes condiciones:
1. el grupo fundamental {\displaystyle \pi _{1}(M^{3})} es finito,
2. el segundo grupo de homotopía {\displaystyle \pi _{2}(M^{3})\neq 0},
3. existe una hoja {\displaystyle L\in F} tal que el mapeo {\displaystyle \pi _{1}(L)\to \pi _{1}(M^{3})} inducido por la inclusión tiene núcleo no trivial,

entonces {\displaystyle F} tiene una hoja compacta de género {\displaystyle g\leq 1}.
En términos de espacios recubridores:
Una foliación continuamente diferenciable de codimensión uno de una 3-variedad compacta cuyo recubridor universal no es contráctil debe tener una hoja compacta.